# Harpathele salinas
Espèce
Harpathele salinas est une espèce d'araignées mygalomorphes de la famille des Dipluridae.

## Distribution
Cette espèce est endémique de l'État de Rio de Janeiro au Brésil,. Elle se rencontre vers Nova Friburgo.

## Description
Le mâle holotype mesure 14,9 mm.

## Systématique et taxinomie
Cette espèce a été décrite par Wermelinger-Moreira, Pedroso, Castanheira et Baptista en 2024.

## Étymologie
Son nom d'espèce lui a été donné en référence au lieu de sa découverte, Salinas.

## Publication originale
(juillet 2024).
- Wermelinger-Moreira, Pedroso, Castanheira & Baptista, 2024 : « A new genus of lyrate curtain-web spiders (Araneae: Mygalomorphae: Dipluridae) from southeastern Brazil, with two new species and revalidation of a formerly described species. » Arachnology, vol. 19, no 8, p. 1060-1073.